# Irrigon
Irrigon az Amerikai Egyesült Államok északnyugati részén, Oregon állam Morrow megyéjében, Columbia-folyó és a 730-as út mentén helyezkedik el. A 2010. évi népszámláláskor 1826 lakosa volt. A város területe 3,76 km², melyből 0,39 km² vízi.
A település a Pendleton–Hermistoni Mikrostatisztikai Körzet része.

## Történet
A település helyétől nem messze volt egykor a Grande Ronde-i kikötő, amely a vízi áruszállításban való részesedésért versenyt vívott a 13 km-re északra fekvő Umatillai kikötővel. Mialatt az umatillai létesítmény virágzott, a Grande Ronde-i nem; ez utóbbit később Stokesra nevezték át.
Az Irrigon nevet egy újságíró, Addison Bennett találta ki az „irrigation” (öntözés) és „Oregon” szavak összerántásával. Bennett szerint a város gazdasági fellendülésének fontos szerepe az öntözés, így az első, általa kiadott helyi lap az „Oregon Irrigator” (később „Irrigon Irrigator”) nevet viselte.
A Stokes nevet viselő vasútállomás mellett 1876 és 1889 között működött postahivatal. Az irrigoni intézményt 1903-ban alapították; első vezetője Frank B. Holbrook lett.
A helyiség híres szülötte Greg Smith német származású felesége, Sherri Smith.

## Éghajlat
A város éghajlata a Köppen-skála szerint félszáraz (BSk-val jelölve). A legcsapadékosabb hónapok május és november, a legszárazabb pedig a július–augusztus közötti időszak. A legmelegebb hónap július, a leghidegebb pedig december.
| Hónap                         | Jan.  | Feb.  | Már.  | Ápr. | Máj. | Jún. | Júl. | Aug. | Szep. | Okt. | Nov.  | Dec.  | Év    |
| ----------------------------- | ----- | ----- | ----- | ---- | ---- | ---- | ---- | ---- | ----- | ---- | ----- | ----- | ----- |
| Rekord max. hőmérséklet (°C)  | 19,4  | 21,1  | 26,1  | 32,2 | 40,0 | 41,1 | 43,3 | 43,9 | 39,4  | 30,6 | 23,9  | 20,0  | 43,9  |
| Átlagos max. hőmérséklet (°C) | 5,0   | 8,3   | 13,3  | 17,8 | 22,2 | 26,1 | 31,1 | 31,1 | 25,6  | 18,3 | 10,0  | 4,4   | 17,8  |
| Átlaghőmérséklet (°C)         | 2,0   | 3,9   | 7,8   | 11,4 | 15,6 | 19,2 | 23,6 | 23,6 | 18,7  | 12,2 | 6,1   | 1,7   | 12,2  |
| Átlagos min. hőmérséklet (°C) | −1,1  | −0,6  | 2,2   | 5,0  | 8,9  | 12,2 | 16,1 | 16,1 | 11,7  | 6,1  | 2,2   | −1,1  | 6,5   |
| Rekord min. hőmérséklet (°C)  | −30,0 | −21,7 | −11,1 | −8,3 | 1,1  | 1,7  | 6,1  | 6,1  | 1,1   | −6,7 | −18,9 | −22,8 | −30,0 |
| Átl. csapadékmennyiség (mm)   | 27    | 21    | 20    | 15   | 20   | 15   | 5    | 6    | 9     | 16   | 28    | 28    | 210   |
| Forrás: The Weather Channel   |       |       |       |      |      |      |      |      |       |      |       |       |       |

## Népesség

### 2010
A 2010-es népszámláláskor a városnak 1826 lakója, 602 háztartása és 463 családja volt. A népsűrűség 541,8 fő/km2. A lakóegységek száma 640, sűrűségük 189,9 db/km2. A lakosok 76,2%-a fehér, 0,4%-a afroamerikai, 1,4%-a indián, 0,6%-a ázsiai, 0,1%-a a Csendes-óceáni szigetekről származik, 18,5%-a egyéb, 2,7%-a pedig kettő vagy több etnikumú. A spanyol vagy latino származásúak aránya 32% (29,6% mexikói, 0,2% Puerto Ricó-i,  2,2% egyéb spanyol vagy latino származású.)
A háztartások 44%-ában élt 18 évnél fiatalabb. 58% házas, 11,1% egyedülálló nő, 7,8% egyedülálló férfi, 23,1% pedig nem család. 17,4% egyedül élt; 6,4%-uk 65 éves vagy idősebb. Egy háztartásban átlagosan 3,03 személy élt; a családok átlagmérete 3,43 fő.
A medián életkor 33,3 év volt. A város lakóinak 31,9%-a 18 évesnél fiatalabb, 7,6% 18 és 24 év közötti, 26,3%-uk 25 és 44 év közötti, 23,2%-uk 45 és 64 év közötti, 11,2%-uk pedig 65 éves vagy idősebb. A lakosok 49,2%-a férfi, 50,8%-a pedig nő.

### 2000
A 2000-es népszámláláskor  a városnak 1702 lakója, 556 háztartása és 441 családja volt. A népsűrűség 505,1 fő/km2. A lakóegységek száma 609, sűrűségük 180,7 db/km2. A lakosok 72,91%-a fehér, 0,18%-a afroamerikai, 1,12%-a indián, 0,41%-a ázsiai,  22,91%-a egyéb-, 2,47%-a pedig kettő vagy több etnikumú. A spanyol vagy latino származásúak aránya 27,26% (21,7% mexikói,   5,5% pedig egyéb spanyol/latino származású.)
A háztartások 40,2%-ában élt 18 évnél fiatalabb. 60% házas, 12,4% egyedülálló nő; 21,8% pedig nem család. 16,5% egyedül élt; 6%-uk 65 éves vagy idősebb. Egy háztartásban átlagosan 3,01 személy élt; a családok átlagmérete 3,33 fő.
A város lakóinak 32,5%-a 18 évesnél fiatalabb, 10% 18 és 24 év közötti, 27,1%-uk 25 és 44 év közötti, 21%-uk 45 és 64 év közötti, 9,4%-uk pedig 65 éves vagy idősebb. A medián életkor 30 év volt. Minden 100 nőre 96,3 férfi jut; a 18 évnél idősebb nőknél ez az arány 93,1.
A háztartások medián bevétele 35 799 amerikai dollár, ez az érték családoknál $35 573. A férfiak medián keresete $29 435, míg a nőké $21 953. A város egy főre jutó bevétele (PCI) $14 600. A családok 12,9%-a, a teljes népesség 13,8%-a élt létminimum alatt; a 18 év alattiaknál ez a szám 21,1%, a 65 évnél idősebbeknél pedig 5,9%.

## Gazdaság és oktatás
A város főként a mezőgazdaságra épít. A legnagyobb foglalkoztató a Western Alfalában található, haszonállatok számára élelmet előállító cég.
A település iskolái (Irrigon Junior/Senior High School, Irrigon Elementary School, A. C. Houghton Elementary School és Morrow Education Center) a Morrow megyei Iskolakerület alá tartoznak, melynek székhelye a közeli Lexingtonban van.
2014 júniusától a város a helyben invazív fajnak számító királydinnye minden leadott zsákjáért egy dollárt fizet.
A településtől 6 km-re északra, az Interstate 82 és -84 találkozásánál fekszik a Umatilla Chemical Depot, illetve annak területén található a Umatilla Chemical Agent Disposal Facility. A közösségtől 5 km-re nyugatra fekszik a helyi halkeltető üzem.

## Fordítás
Ez a szócikk részben vagy egészben  az   Irrigon, Oregon című angol Wikipédia-szócikk ezen változatának fordításán alapul.  Az eredeti cikk szerkesztőit annak laptörténete sorolja fel. Ez a jelzés csupán a megfogalmazás eredetét és a szerzői jogokat jelzi, nem szolgál a cikkben szereplő információk forrásmegjelöléseként.